# Perauba
Perauba (o Peralba) es una localidad española, hoy día despoblada, del municipio de Vilanova de Meyá, perteneciente a la provincia de Lérida, en la comunidad autónoma de Cataluña.

## Toponimia
El nombre del lugar puede encontrarse referido con las grafías Perauba y Peralba.

## Historia
Hacia mediados del siglo XIX, el lugar, perteneciente por entonces a Santa María de Meyá, tenía contabilizada una población de 121 habitantes. Aparece descrito en el decimosegundo volumen del Diccionario geográfico-estadístico-histórico de España y sus posesiones de Ultramar de Pascual Madoz de la siguiente manera:

PERAUBA: l. agregado al distrito municipal de Sta. Maria de Meyá, en la prov. de Lérida (8 leg.), part. jud. de Balaguer (5), aud. terr. y c. g. de Barcelona (25), priorato de Meyá (1 1/2): sit. en un vallado entre la montaña de Montsech y el monte de Alós; clima templado, propenso á tercianas, calenturas pútridas y catarros: vientos N. y E. Consta la pobl. de 20 casas, un cast. derruido en lo mas elevado del pueblo, é igl. parr. (Sta. Magdalena), de la que depende el anejo de Rubies, sirviéndola un cura párroco. Confina el term. por el N. con Santa María de Meyá y Rubies; E. otra vez Santa Maria de Mevá y Rubíes; y S. y O. Alós y Figuerola de Meyá; á distancia de 1/2 legua en todas direcciones escepto por el E. que se estiende 3/4; abraza dentro de su circunferencia las casas de Monna, las del Doll y el desp. de Cabrera, que dependen en lo espiritual de la parr. del pueblo; encontrándose igualmente varias fuentes potables de agua de buena calidad para el consumo de los vec. El terreno es tenaz, pedregoso y árido, interrumpido por el monte de Coll de Orenga al E.; el de Alós al S., y el de Cabrera y Rubies al N. Le cruzan algunos caminos que comunican con los pueblos limítrofes en estado transitable: la correspondencia se recibe de la carteria de Villanueva de Meyá, por espreso que envian los interesados tres veces á la semana. prod.: centeno, cebada, patatas, vino y aceite cria ganado vacuno, cabrio y de cerda, y caza de perdices, conejos y liebres. ind.: 2 molinos aceiteros. pobl.: riq. imp. y contr. (V. Santa Maria de Meyá.)
(Madoz, 1849, p. 806)

En la actualidad, el lugar, perteneciente al municipio de Vilanova de Meyá, es un despoblado.

## Patrimonio
En el lugar hay una iglesia bajo la advocación de Santa Magdalena.